# Sarah Bernhardt, la Divine
Pour plus de détails, voir Fiche technique et Distribution.
Sarah Bernhardt, La Divine est un film français réalisé par Guillaume Nicloux et sorti en 2024. Il s'agit d'un film biographique sur l'actrice Sarah Bernhardt.
Le film est présenté en clôture du festival du film francophone d'Angoulême 2024.

## Synopsis
En 1916, Sarah Bernhardt (1844-1923) doit subir une opération de la jambe. À l'hôpital, elle reçoit la visite de Sacha Guitry (1885-1957), qui a rompu depuis des années avec son père, l'acteur Lucien Guitry (1860-1925). Sarah lui raconte les raisons de cette rupture, que Sacha ignore totalement, liées à sa propre rupture d'avec Lucien Guitry en 1896.
En 1896, c'est le moment où se prépare un grand hommage à l'actrice, la « Journée de Sarah Bernhardt ». Elle rencontre des personnalités du monde littéraire (Edmond Rostand, etc.). Elle s'implique en faveur de Dreyfus et incite Émile Zola à étudier le dossier du capitaine, afin de se rendre compte qu'il est innocent et d'agir en sa faveur. Sa relation avec Lucien Guitry, avec qui elle a une liaison passionnée, est au centre du récit. Lucien veut la quitter pour une jeune actrice, Charlotte Lysès (1877-1956). À la fin de la soirée en son honneur (durant laquelle Sacha, âgé de onze ans, a prononcé un hommage à l'actrice), Sarah fait un scandale devant tous les invités, de sorte que Charlotte rompe avec Lucien, qui ne revient pas pour autant vers Sarah.
Sarah et Lucien se sont réconciliés quelques années après, ainsi que Lucien et Charlotte. Sacha Guitry, devenu un jeune homme, est tombé amoureux de Charlotte et l'a épousée (1907), sans savoir qu'elle avait été un grand amour de son père.
Retour à 1916. L'opération a lieu (amputation de la jambe) ; Sarah ne se laisse pas abattre. Elle projette de partir jouer pour les soldats au front.
Dans ce film, Sarah Bernhardt apparait comme une femme libre, notamment sexuellement, ainsi que sur le plan politique.

## Fiche technique
Sauf indication contraire, les informations mentionnées dans cette section peuvent être confirmées par la base de données cinématographiques IMDb,  présente dans la section « Liens externes ».
- Titre original : Sarah Bernhardt, La Divine
- Réalisation : Guillaume Nicloux
- Scénario : Guillaume Nicloux et Nathalie Leuthreau
- Musique : Reynaldo Hahn
- Décors : Olivier Radot
- Costumes : Anaïs Romand
- Photographie : Yves Cape
- Son : Olivier Dô Huu
- Montage : Guy Lecorne et Karine Prido
- Production : François Kraus et Denis Pineau-Valencienne
- Société de production : Les Films du kiosque[1]
- Société de distribution : Memento Distribution (France)
- Pays de production :  France
- Format : Couleurs
- Genre : drame biographique, romance
- Durée : 98 minutes
- Dates de sortie : 
  - France : 1er septembre 2024 (festival du d'Angoulême[2])
  - France : 18 décembre 2024

## Distribution
- Sandrine Kiberlain : Sarah Bernhardt
- Laurent Lafitte : Lucien Guitry
- Amira Casar : Louise Abbéma
- Pauline Étienne : Suzanne
- Mathilde Ollivier : Charlotte Lysès
- Laurent Stocker : Pitou
- Samuel Brafman-Moutier : Jules Huret
- Sylvain Creuzevault : Edmond Rostand
- Clément Hervieu-Léger : Georges Clairin
- Arthur Igual : Émile Zola
- Grégoire Leprince-Ringuet : Maurice Bernhardt
- Arthur Mazet : Sacha Guitry
- Sébastien Pouderoux : Samuel Pozzi

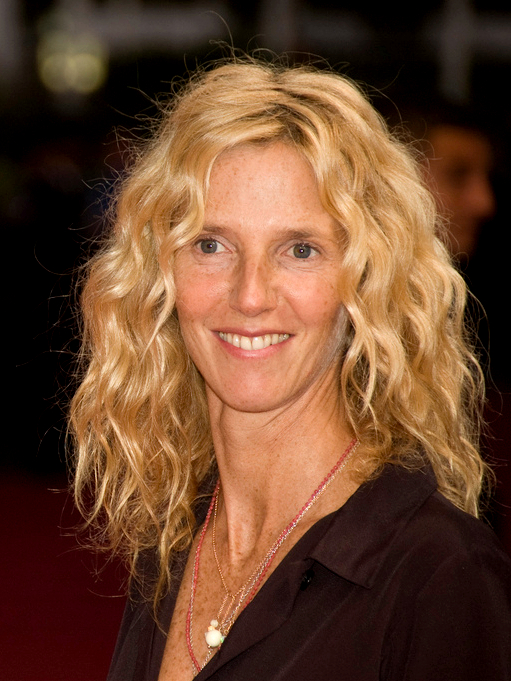
Sandrine Kiberlain (Sarah Bernhardt).
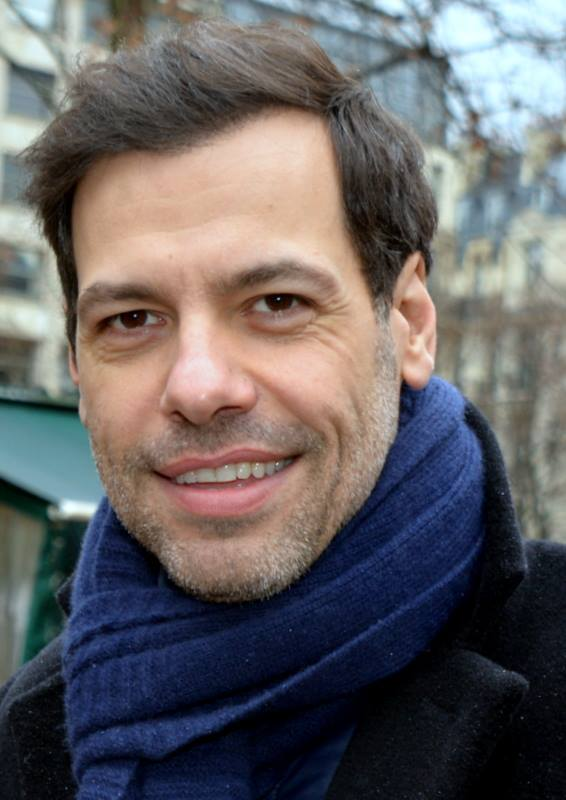
Laurent Lafitte (Lucien Guitry).
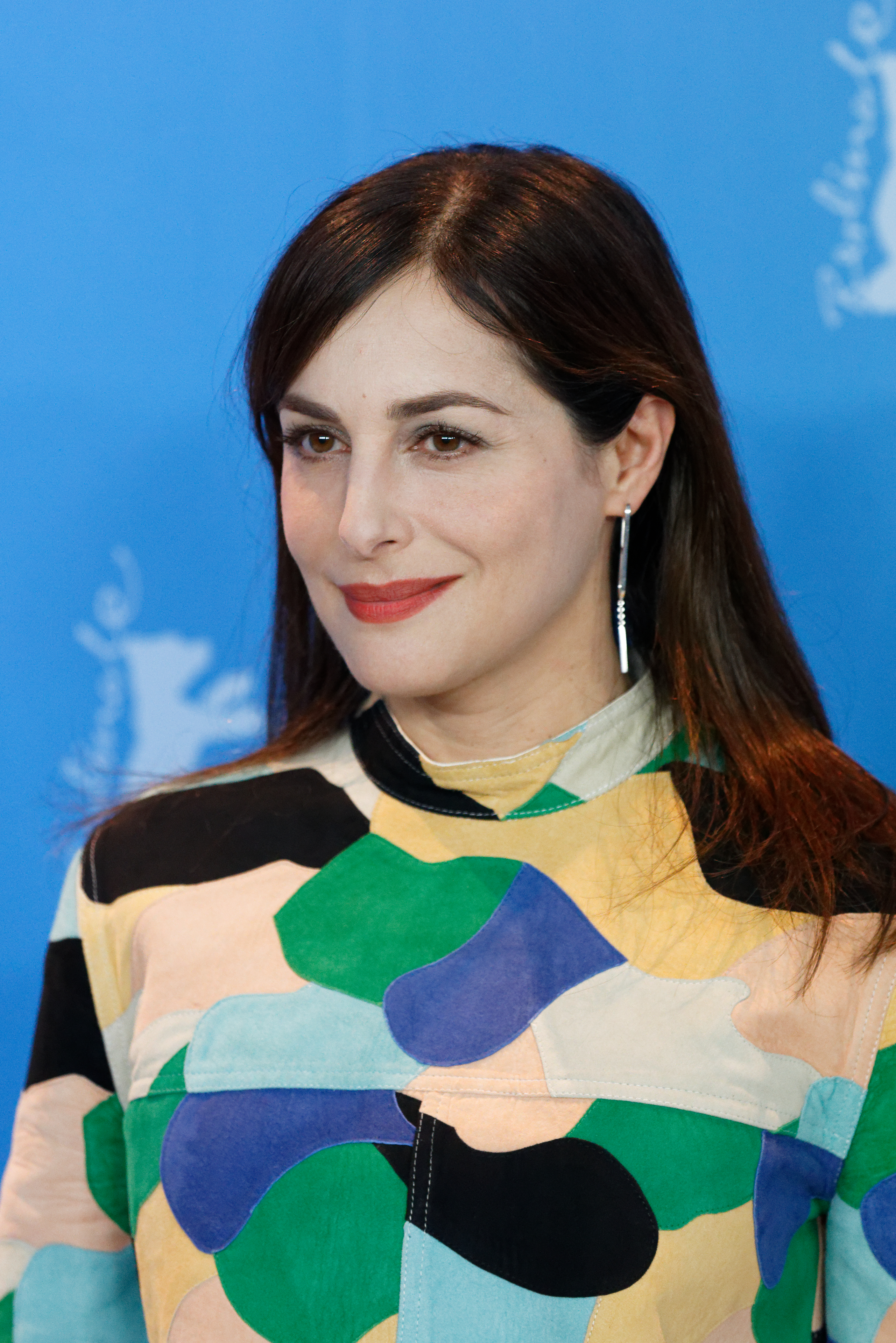
Amira Casar (Louise Abbéma).
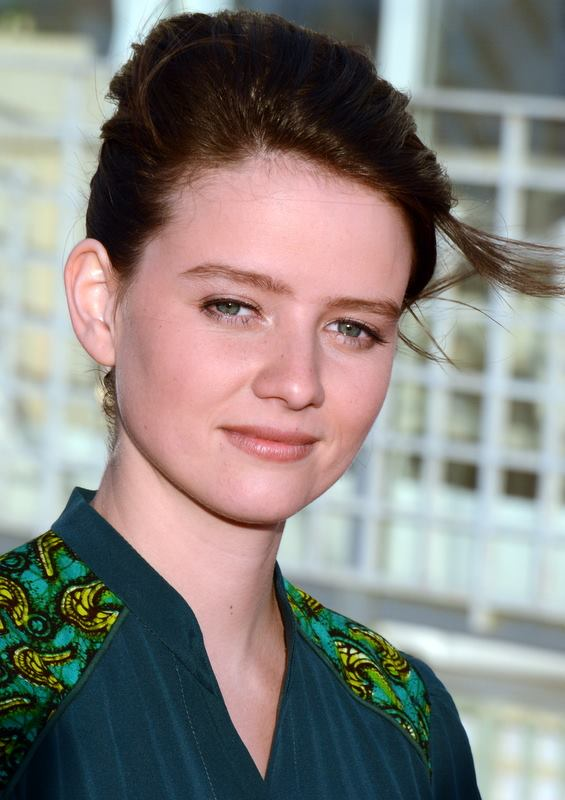
Pauline Étienne (Suzanne).

## Production

### Genèse et développement

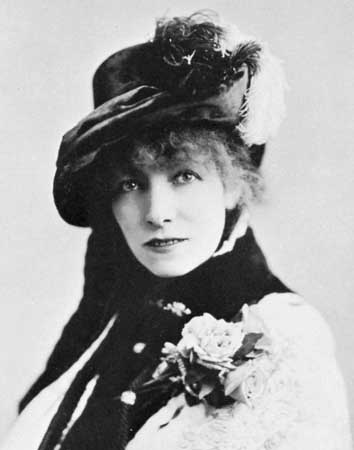
Sarah Bernhardt vers 1880.

L'idée d'un film sur Sarah Bernhardt serait venue de la scénariste Nathalie Leuthreau, grande admiratrice de Sarah Bernhardt et qui aurait transmis sa passion au réalisateur Guillaume Nicloux.
Les deux planchent alors sur un film qui ne serait pas un biopic à proprement parler mais qui se concentrerait sur des moments clés de la carrière de l'actrice, tout en laissant une place pour « fantasmer certains blancs de sa vie». »

Guillaume Nicloux explique : 

« Pour s’atteler à ce "monstre sacré", nous avons rapidement éliminé l’obligation du biopic réaliste et du récit totalisant. [..] Nous avons progressivement dégagé deux axes parmi la folie et le tourbillon que fut sa vie : la journée de son jubilée et l’amputation de sa jambe. [..] Paradoxalement, les deux moments clé que l’on a choisis sont peu documentés,. »

### Choix des acteurs

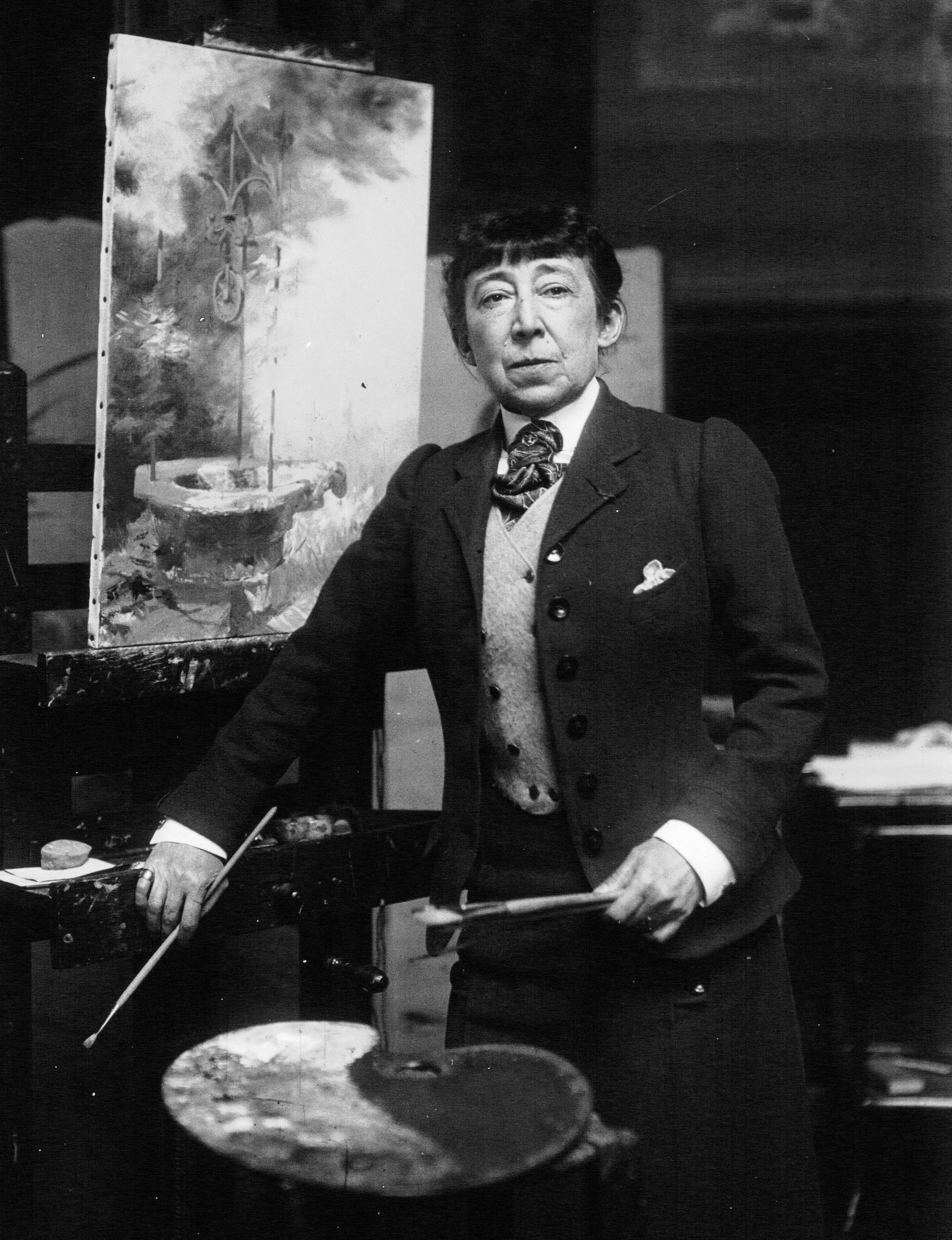
Louise Abbéma, amie et amante de Sarah Bernhardt, vers 1914.

Lorsque Guillaume Nicloux termine la première version du scénario, il contacte Sandrine Kiberlain pour lui proposer d'incarner Sarah Bernhardt. Cette dernière accepte immédiatement et se montre emballée par l'idée.
Avant le tournage, Sandrine Kiberlain explique avoir beaucoup étudié et répété afin de comprendre son personnage. Elle lit ainsi plusieurs biographies et les mémoires de Sarah Bernhardt, avant de travailler avec une répétitrice pendant trois mois.
Elle déclare : « Il fallait complètement l’assimiler, car Sarah Bernhardt va très vite dans sa façon de s’exprimer. Impossible d’être hésitante et de prononcer un mot pour un autre, ».

Lors des différentes prises, le réalisateur lui demande cependant de ne pas imiter totalement le jeu de Sarah Bernhardt, dont la manière très particulière de jouer était propre à son époque mais pourrait paraître exagérée aujourd'hui : 

« Il fallait réinventer Sarah de manière à ce qu’on comprenne pourquoi elle fascinait autant, pourquoi le public était bouleversé, pourquoi des femmes et des hommes s’évanouissaient dans la salle. Pour asseoir un jeu intériorisé, on a donc commencé par une scène d’agonie, elle les adorait, où l’on peut se laisser prendre au leurre, pour installer définitivement l’engagement qu’elle mettait dans ses rôles,. »

Pour incarner Louise Abbéma, la meilleure amie et amante de Sarah Bernhardt, Guillaume Nicloux choisit l'actrice franco-britannique Amira Casar. Celle-ci décrit son personnage comme « une personne très complexe, étrange [...],  Elle était hors norme », « une fille capable de dire à son père, "je ne me marierai pas" en 1870, à 12 ans et lesbienne ».

### Tournage
Le tournage débute en janvier 2024, et s'achève en février de la même année.
Plusieurs séquences ont été tournées au Château de Dampont dans le Val-d'Oise. L'une des pièces du château a ainsi été reconstituée en une chambre où dort Sarah Bernhardt.

## Accueil critique

### Avis de la presse
Le journaliste Jacky Bornet de France Télévisions dresse une critique positive du film, dont il loue la « très belle maîtrise historique et romanesque ». Il fait l'éloge de Sandrine Kiberlain qu'il trouve « parfaite » dans le rôle de Sarah Bernhardt : 

« Coup de chapeau à Sandrine Kiberlain pour son talent à endosser ce rôle prestigieux, dans une production ambitieuse, sans concession, et dont le jeu rend hommage à une icône du patrimoine français, quelque peu oubliée et réhabilitée. »

Le journaliste s'avoue également conquis par les décors du film : 

« Guillaume Nicloux recompose le Paris du tournant des XIXe et XXe siècles avec le plus grand soin, et c'est un plaisir de voir la capitale au temps des impressionnistes, des Manet, Caillebotte ou Monet qui l'ont peint. »

Dans la même lignée, Samuel Douhaire de Télérama dresse une critique positive du film. Il loue le talent des acteurs, en particulier de Sandrine Kiberlain, qu'il trouve « très convaincante » : « Elle s’en sort très bien et est très crédible ». Il loue également la performance de Laurent Lafitte dans le rôle de Lucien Guitry, « qui ne cesse de nous surprendre et toujours en bien ».
Sa collègue de Télérama, Marie Sauvion, se montre plus mitigée : « C’est un beau film sur Sarah Bernhardt l’amoureuse […], mais c’est quand même dingo de faire le biopic d’une comédienne de légende et de ne pas la montrer au travail ». La journaliste estime que le réalisateur « veut en raconter trop ». Selon elle, le scénario est « archi réfléchi » et « fait rentrer au forceps les dates », « mais il y a malgré tout de très jolies choses ».
De son côté, Libération reproche au film sa lourdeur académique.
Dans la même lignée, Les Inrockuptibles pour leur part estiment que le scénario du film n'est pas à la hauteur de celle qui fut considérée de son vivant comme une des plus importantes actrices françaises mais salue le jeu de Sandrine Kiberlain.

### Box office
Le film sort en France le 18 décembre 2024 dans 315 salles. Il réalise 32 806 entrées pour sa première journée.
Pour sa première semaine, il cumule 140 451 entrées. Après quatre semaines d'exploitation, seulement 381 065 entrées sont comptabilisées.

## Distinctions

### Nominations
- César 2025 :
  - Meilleurs costumes pour Anaïs Romand
  - Meilleurs décors pour Olivier Radot